# Kamehameha V
Kamehameha V (Kapakai, 11 de dezembro de 1830 - Honolulu, 11 de dezembro de 1872), nascido como Lot Kapuāiwa, reinou como monarca do Reino do Havaí de 1863 a 1872. Seu lema era "Onipa`a": imóvel, firme, constante ou determinado; ele trabalhou diligentemente para o seu povo, reino e foi descrito como o último grande chefe tradicional.

## Primeiros anos
Lot Kapuāiwa nasceu em 11 de dezembro de 1830, em Honolulu, Havaí. Foi filho do governador de Oahu, Mataio Kekūanaō'a, e da primeira-ministra (Kuhina Nui), Elizabeth Kīnaʻu, irmã do rei Kamehameha III e filha de Kamehameha I, unificador e primeiro rei do Havaí. Seus irmãs incluíam David Kamehameha, Alexander Liholiho, Victoria Kamāmalu e Moses Kekūāiwa.  Foi adotado pela princesa Nahienaena ainda na infância, obedecendo à prática tradicional de hanai (Adoção). A princesa faleceu em 1836 e então foi adotado por sua avó Kalākua Kaheiheimālie.  Em sua infância sentia-se só, já considerava que seus pais adotivos não o amavam. Em sua vida adulta ele nunca deixou de transparecer sua revolta com essa prática. 
Em sua juventude viajou bastante pelo mundo com seu irmão, Alexander Liholiho e seu tutor Dr. Judd. Visitaram diplomaticamente os Estados Unidos, Jamaica, Panamá e a França, onde conversaram com o presidente Luís Napoleão Bonaparte. Também houve uma visita ao Reino Unido, onde foram recebidos em Londres por Alberto de Saxe-Coburgo-Gota, príncipe consorte e marido da rainha Vitória, que estava ausente na época devido a gravidez. Seu irmão, Alexander, era herdeiro ao trono havaiano e Lot era herdeiro no governo de Oahu, por isso fizeram tantas viagens para desenvolver suas habilidades diplomáticas e conhecerem o mundo. 
Durante o governo de seu tio, Kamehameha III, e seu irmão, Kamehameha IV, serviu como presidente do Conselho Privado (1852-1855), Ministro do Interior (1852-1862) e Presidente da Suprema Corte (1857-1858).  Em 1862 foi adicionado na linha de sucessão ao trono havaiano, devido a uma emenda da constituição de 1852 e a prematura morte de seu sobrinho e herdeiro ao trono, Albert Kamehameha, único filho de Kamehameha IV. 

## Reinado
Ver Constituição Havaiana de 1864
Ele assumiu o trono em 30 de novembro de 1863, como Kamehameha V, após a morte de seu irmão, mas se recusou a manter a constituição anterior de 1852. Em maio de 1864, ele solicitou a convocação de uma convenção constitucional para o dia 7 de julho de 1864 . Kamehameha queria propor uma nova constituição mais favorável à coroa, em vez de adicionar emendas à antiga constituição. A convenção começou no prazo, progredindo sem problemas até chegar ao Artigo 62. Nele, os eleitores se limitaram a: residentes, que passaram em um teste de cultura geral e possuíam terras ou possuíam uma renda elevada. A 20 de agosto de 1864, assinou a nova constituição e tomou juramento para protegê-la. A constituição foi baseada no rascunho original, enquanto cerca de 20 artigos foram excluídos. Quando ele nomeou Carlos de Varigny para o gabinete do rei, os havaianos americanos se convenceram de que ele havia adotado uma política antiamericana. Na realidade, sua política externa permaneceu a mesma. 
O aumento nas viagens para o Havaí continuou durante o reinado de Kamehameha V. Mark Twain chegou em março de 1866 a bordo do navio Ajax. Ele permaneceu lá por quatro meses, durante os quais escreveu cartas para a União de Sacramento, descrevendo as ilhas. A rainha Vitória enviou Alfredo Ernesto Alberto, seu segundo filho, em uma visita oficial em 1869 . Entre essas pessoas havia políticos e comerciantes, então hotéis se tornaram necessários . A construção do Hawaiian Hotel foi proposta em 1865 , mas só começou a funcionar em 1871. O Hotel está localizado na esquina da Rua Hotel e Richards Street e a sua abertura formal ocorreu através de uma dança em 29 de de fevereiro de 1872. O hotel mudou o nome para Hotel Real Hawaiano . Durante a Primeira Guerra Mundial, tornou-se o quartel - general das Forças Armadas da YMCA .
O Hawaiian Hotel não era o único projeto imobiliário dentro dos ambiciosos planos de construção empreendidos por Kamehameha V. Seu desejo era criar um rosto confiável e amigável para os governos visitantes. Em 1872, foi lançada a pedra fundamental do Ali'iōlani Hale , cuja construção foi concluída em 1874 . O motivo original era substituir o contemporâneo Palácio Iolani erguido por Kamehameha III . Este projeto foi substituído por outro mais útil. Hoje, é a sede da Suprema Corte do Estado do Havaí, guardada pela estátua de Kamehameha, o Grande. Outros projetos foram os quartéis do Palácio de Iolanipara abrigar a guarda real, uma nova prisão, o Mausoléu Real, escolas e armazéns, um hospício, um prédio para colocar em quarentena o fluxo de imigrantes, além de outras estruturas governamentais. Devido ao grande número de novos projetos, os recursos do Havaí tinha sido abusivamente gastos, de modo que em 31 de de março de 1874 , a dívida nacional do Havaí excedeu $ 355.000 .

## Morte e sucessão
Por ser solteiro, ele não teve nenhum herdeiro direto ao trono. Principalmente depois que sua irmã, a princesa Victoria Kamāmalu , faleceu em 1866. Durante o resto de seu reinado, ele se recusou terminantemente a nomear um sucessor. Em seus últimos anos, ele era obeso e corpulento. Eventualmente, ele não conseguia mais andar a cavalo e não queria sair. A falta de atividade o enfraqueceu e ele acabou confinado em sua cama. Entre novembro e dezembro de 1872 fez um último esforço para designar um herdeiro, desta vez com a princesa Bernice Pauahi, que recusou a oferta e recomendou primeiro à princesa Keʻelikōlani e, depois, à ex-rainha Emma Rooke. Kamehameha deu as duas sugestões, mas antes de levantar a questão novamente, ele faleceu durante os preparativos para sua festa de aniversário. Ele foi o último monarca da Casa de Kamehameha . De acordo com a Constituição do Havaí , a responsabilidade pela nomeação de um novo soberano cabia ao conselho legislativo. O mesmo decidiu convocar uma eleição aberta para o cargo, que foi vencida pelo primo de Kamehameha V, William Charles Lunalilo. 

## Legado
Ele fundou a Sociedade Real Ordem de Kamehameha I em 11 de abril de 1865, em homenagem a seu avô. 
O Prince Lot Hula Festival leva o seu nome. Foi realizado no terceiro sábado de julho desde 1977 em sua antiga casa chamada Moanalua Gardens . 
Em fevereiro de 1847, uma estudante do Royal School Abigail Maheha foi expulsa e se casou em um casamento arranjado às pressas devido a uma gravidez julgada escandalosa.  Alguns especulam que Kamehameha V, de dezesseis anos, ou seu irmão de dezessete, Moses Kekūāiwa, era o pai da filha de Abigail, Keanolani , que deixou descendentes vivos. As evidências para apoiar esta afirmação incluem seu apoio financeiro ao marido de Abigail, Keaupuni, conversas veladas que os Cookes tiveram com Abigail e Lot datadas de meses antes da gravidez ser descoberta e anotações do período que foram arrancadas de seu diário escolar.